# Sommer-Paralympics 2016/Teilnehmer (Tschechien)
| stlisierte Goldmedaille | stlisierte Silbermedaille | stlisierte Bronzemedaille |
| ----------------------- | ------------------------- | ------------------------- |
| 1                       | 2                         | 7                         |

Tschechien entsandte 14 Athletinnen und 23 Athleten zu den Paralympischen Sommerspielen 2016 in Rio de Janeiro,  die in fünf Sportarten antraten. Fahnenträger für Tschechien bei der Eröffnungsfeier war der Radsportler Jiří Ježek.

## Medaillen

### Medaillenspiegel
| Rang   | Sportart       | Gold | Silber | Bronze | Gesamt |
| ------ | -------------- | ---- | ------ | ------ | ------ |
| 1      | Schwimmen      | 1    | 1      | 1      | 3      |
| 2      | Bogenschießen  | 0    | 1      | 1      | 2      |
| 3      | Leichtathletik | 0    | 0      | 1      | 1      |
| 3      | Tischtennis    | 0    | 0      | 1      | 1      |
| Gesamt | Gesamt         | 1    | 2      | 4      | 7      |

## Teilnehmer nach Sportart

### Boccia
| Mixed             |            |                |     |   |   |               |               |               |               |               |               |   |
| Katerina Curinova | Einzel BC1 | R. Aandalen    | 3:2 | 1 | 3 | ausgeschieden | ausgeschieden | ausgeschieden | ausgeschieden | ausgeschieden | ausgeschieden | 9 |
| Katerina Curinova | Einzel BC1 | D. Perez       | 1:9 | 1 | 3 | ausgeschieden | ausgeschieden | ausgeschieden | ausgeschieden | ausgeschieden | ausgeschieden | 9 |
| Katerina Curinova | Einzel BC1 | Yoo W.-j.      | 0:9 | 1 | 3 | ausgeschieden | ausgeschieden | ausgeschieden | ausgeschieden | ausgeschieden | ausgeschieden | 9 |
| Kamil Vasicek     | Einzel BC3 | E. de Oliveira | 1:6 | 1 | 3 | ausgeschieden | ausgeschieden | ausgeschieden | ausgeschieden | ausgeschieden | ausgeschieden | 9 |
| Kamil Vasicek     | Einzel BC3 | A. Costa       | 4:1 | 1 | 3 | ausgeschieden | ausgeschieden | ausgeschieden | ausgeschieden | ausgeschieden | ausgeschieden | 9 |

### Bogenschießen
| Athleten                         | Wettbewerb   | Qualifikation | Qualifikation | 1. Runde   | 1. Runde | Achtelfinale        | Achtelfinale  | Viertelfinale | Viertelfinale | Halbfinale             | Halbfinale    | Finale             | Finale        | Rang |
| Athleten                         | Wettbewerb   | Ringe         | Rang          | Gegner     | Ergebnis | Gegner              | Ergebnis      | Gegner        | Ergebnis      | Gegner                 | Ergebnis      | Gegner             | Ergebnis      | Rang |
| -------------------------------- | ------------ | ------------- | ------------- | ---------- | -------- | ------------------- | ------------- | ------------- | ------------- | ---------------------- | ------------- | ------------------ | ------------- | ---- |
| Männer                           |              |               |               |            |          |                     |               |               |               |                        |               |                    |               |      |
| David Drahonínský                | W1           | 638           | 2             | —          | —        | Liu H.              | 142:84        | M. Kakoosh    | 142:122       | P. Kinik               | 128:125       | J. Walker          | 139:141       |      |
| Vaclav Kostal                    | Recurve Open | 565           | 26            | E. Bennett | 3:7      | ausgeschieden       | ausgeschieden | ausgeschieden | ausgeschieden | ausgeschieden          | ausgeschieden | ausgeschieden      | ausgeschieden | 17   |
| Frauen                           |              |               |               |            |          |                     |               |               |               |                        |               |                    |               |      |
| Sarka Musilova                   | W1           | 486           | 8             | —          | —        | E. Barleon          | 106:100       | J. Stretton   | 124:130       | ausgeschieden          | ausgeschieden | ausgeschieden      | ausgeschieden | 5    |
| Marketa Sidkova                  | Recurve Open | 551           | 19            | Z. Torun   | 4:6      | ausgeschieden       | ausgeschieden | ausgeschieden | ausgeschieden | ausgeschieden          | ausgeschieden | ausgeschieden      | ausgeschieden | 17   |
| Lenka Kuncova                    | Recurve Open | 517           | 27            | Lee H.-s.  | 0:6      | ausgeschieden       | ausgeschieden | ausgeschieden | ausgeschieden | ausgeschieden          | ausgeschieden | ausgeschieden      | ausgeschieden | 17   |
| Mixed                            |              |               |               |            |          |                     |               |               |               |                        |               |                    |               |      |
| David Drahonínský Sarka Musilova | W1 Team      | 1124          | 4             | —          | —        | —                   | —             | Frankreich    | 119:104       | Vereinigtes Königreich | 128:144       | Vereinigte Staaten | 137:129       |      |
| Vaclav Kostal Marketa Sidkova    | Recurve Team | 1116          | 15            | —          | —        | Volksrepublik China | 0:6           | ausgeschieden | ausgeschieden | ausgeschieden          | ausgeschieden | ausgeschieden      | ausgeschieden | 9    |

### Leichtathletik
Laufen
| Athleten          | Wettbewerb | Vorlauf     | Vorlauf | Halbfinale | Halbfinale | Finale        | Finale        | Rang |
| Athleten          | Wettbewerb | Zeit        | Rang    | Zeit       | Rang       | Zeit          | Rang          | Rang |
| ----------------- | ---------- | ----------- | ------- | ---------- | ---------- | ------------- | ------------- | ---- |
| Männer            |            |             |         |            |            |               |               |      |
| Daniel Hyna       | 1500 m T38 | —           | —       | —          | —          | 4:42,33 min   | 6             | 6    |
| Frauen            |            |             |         |            |            |               |               |      |
| Anna Luxova       | 100 m T35  | —           | —       | —          | —          | DNS           | DNS           | DNS  |
| Anna Luxova       | 200 m T35  | —           | —       | —          | —          | 35,76 s       | 6             | 6    |
| Katerina Husakova | 400 m T20  | 1:01,75 min | 6       | —          | —          | ausgeschieden | ausgeschieden | 11   |

Springen und Werfen
| Athleten        | Wettbewerb       | Finale  | Finale | Rang |
| Athleten        | Wettbewerb       | Weite   | Rang   | Rang |
| --------------- | ---------------- | ------- | ------ | ---- |
| Männer          |                  |         |        |      |
| Radim Beles     | Keulenwerfen F51 | 26,53 m | 5      | 5    |
| Martin Zvolanek | Keulenwerfen F51 | 24,14 m | 6      | 6    |
| Jan Vanek       | Keulenwerfen F51 | 23,94 m | 8      | 8    |
| Ales Kisy       | Kugelstoßen F53  | 7,81 m  | 5      | 5    |
| Petr Vratil     | Speerwerfen F38  | 42,92 m | 7      | 7    |
| Dusan Grezl     | Speerwerfen F38  | 37,19 m | 9      | 9    |
| Frauen          |                  |         |        |      |
| Eva Berna       | Diskuswerfen F38 | 28,30 m | 6      | 6    |
| Anna Luxova     | Kugelstoßen F35  | 8,20 m  | 5      | 5    |
| Eva Berna       | Kugelstoßen F37  | 11,23 m | 3      |      |
| Eva Kacanu      | Kugelstoßen F54  | 5,23 m  | 8      | 8    |
| Eva Berna       | Speerwerfen F37  | 23,27 m | 6      | 6    |

### Radsport

#### Straße
| Athleten          | Wettbewerb            | Zeit         | Rang |
| ----------------- | --------------------- | ------------ | ---- |
| Männer            |                       |              |      |
| Ivo Koblasa       | Einzelzeitfahren C2   | 28:49,88 min | 5    |
| Ivo Koblasa       | Straßenrennen C1–2–3  | 1:51:48 h    | 8    |
| Jiří Ježek        | Einzelzeitfahren C4   | 40:31,84 min | 9    |
| Jiří Ježek        | Straßenrennen C4-5    | 2:19:36 h    | 13   |
| Jiri Bouska       | Einzelzeitfahren C4   | 40:45,12 min | 10   |
| Jiri Bouska       | Straßenrennen C4-5    | 2:19:26 h    | 11   |
| Tomas Kajnar      | Einzelzeitfahren C5   | 40:16,57 min | 8    |
| Tomas Kajnar      | Straßenrennen C4-5    | 2:24:25 h    | 15   |
| Jiri Hindr        | Einzelzeitfahren T1-2 | 25:36,33 min | 6    |
| Jiri Hindr        | Straßenrennen T1-2    | 1:07:38 h    | 12   |
| David Vondracek   | Einzelzeitfahren T1-2 | 27:11,30 min | 12   |
| David Vondracek   | Straßenrennen T1-2    | 54:23 min    | 7    |
| Frauen            |                       |              |      |
| Tereza Diepoldova | Einzelzeitfahren C1-3 | 32:16,37 min | 8    |
| Tereza Diepoldova | Straßenrennen C1-3    | 1:30:53 h    | 9    |
| Katerina Antosova | Einzelzeitfahren H1-3 | 38:34,20 min | 9    |
| Katerina Antosova | Straßenrennen H1-4    | 1:26:25 h    | 9    |

#### Bahn
| Athleten                             | Wettbewerb                    | Qualifikation | Qualifikation | Finals        | Finals        | Rang |
| Athleten                             | Wettbewerb                    | Zeit          | Rang          | Gegner        | Zeit          | Rang |
| ------------------------------------ | ----------------------------- | ------------- | ------------- | ------------- | ------------- | ---- |
| Männer                               |                               |               |               |               |               |      |
| Ivo Koblasa                          | 3000 m Einerverfolgung C2     | 3:55,437 min  | 6             | ausgeschieden | ausgeschieden | 6    |
| Ivo Koblasa                          | 1000 m Einzelzeitfahren C1-3  | —             | —             | —             | 1:12,399 min  | 8    |
| Jiří Ježek                           | 4000 m Einerverfolgung C4     | 4:55,033 min  | 6             | ausgeschieden | ausgeschieden | 6    |
| Jiří Ježek                           | 1000 m Einzelzeitfahren C4-C5 | —             | —             | —             | 1:10,848 min  | 16   |
| Jiri Bouska                          | 4000 m Einerverfolgung C4     | 4:58,340 min  | 7             | ausgeschieden | ausgeschieden | 7    |
| Jiri Bouska                          | 1000 m Einzelzeitfahren C4-C5 | —             | —             | —             | 1:08,191 min  | 9    |
| Tomas Kajnar                         | 4000 m Einerverfolgung C5     | 4:45,707 min  | 6             | ausgeschieden | ausgeschieden | 6    |
| Tomas Kajnar                         | 1000 m Einzelzeitfahren C4-C5 | —             | —             | —             | 1:09,741 min  | 13   |
| Frauen                               |                               |               |               |               |               |      |
| Tereza Diepoldova                    | 3000 m Einerverfolgung C1-3   | 4:36,406 min  | 9             | ausgeschieden | ausgeschieden | 9    |
| Tereza Diepoldova                    | 500 m Einzelzeitfahren C1-3   | —             | —             | —             | 46,578 s      | 11   |
| Mixed                                |                               |               |               |               |               |      |
| Jiri Bouska Ivo Koblasa Tomas Kajnar | 750 m Teamsprint C1-5         | —             | —             | —             | 54,520 s      | 5    |

### Reiten
| Athleten                             | Wettbewerb(e)            | Punkte/Prozent | Rang |
| ------------------------------------ | ------------------------ | -------------- | ---- |
| Anastasja Vistalova mit Lata Brandis | Individual Test-Grade Ia | 67,652 %       | 16   |

### Segeln
| Mixed       |                      |       |    |    |
| Daniel Bina | Einer Kielboot 2.4mR | 115,0 | 13 | 13 |

### Schwimmen
| Athleten           | Wettbewerb            | Vorlauf     | Vorlauf | Finale        | Finale        | Rang   |
| Athleten           | Wettbewerb            | Zeit        | Rang    | Zeit          | Rang          | Rang   |
| ------------------ | --------------------- | ----------- | ------- | ------------- | ------------- | ------ |
| Männer             |                       |             |         |               |               |        |
| Arnost Petracek    | 50 m Rücken S4        | 43,69 s     | 1       | 43,12 s       | 1             | Gold   |
| Arnost Petracek    | 50 m Schmetterling S5 | 41,35 s     | 9       | ausgeschieden | ausgeschieden | 9      |
| Arnost Petracek    | 50 m Freistil S4      | —           | —       | 41,55 s       | 5             | 5      |
| Arnost Petracek    | 100 m Freistil S4     | 1:37,52 min | 9       | ausgeschieden | ausgeschieden | 9      |
| Jan Povysil        | 50 m Rücken S4        | 48,00 s     | 6       | 46,21 s       | 5             | 5      |
| Jan Povysil        | 50 m Freistil S4      | —           | —       | 42,73 s       | 7             | 7      |
| Jan Povysil        | 100 m Freistil S4     | 1:33,23 min | 8       | 1:34,26 min   | 8             | 8      |
| Jan Povysil        | 200 m Freistil S4     | 3:13,02 min | 6       | 3:15,72 min   | 7             | 7      |
| Jan Povysil        | 150 m Lagen SM4       | 2:45,72 min | 6       | 2:45,79 min   | 7             | 7      |
| Miroslav Smrcka    | 100 m Rücken S11      | 1:14,75 min | 11      | ausgeschieden | ausgeschieden | 11     |
| Miroslav Smrcka    | 100 m Brust SB11      | 1:23,65 min | 7       | 1:21,92 min   | 7             | 7      |
| Miroslav Smrcka    | 50 m Freistil S11     | 27,48 s     | 7       | 28,08 s       | 7             | 7      |
| Miroslav Smrcka    | 100 m Freistil S11    | 1:03,20 min | 8       | 1:02,95 min   | 8             | 8      |
| Frauen             |                       |             |         |               |               |        |
| Bela Trebinova     | 50 m Rücken S5        | 44,49 s     | 2       | 44,51 s       | 2             | Silber |
| Bela Trebinova     | 50 m Freistil S5      | 41,44 s     | 6       | 37,37 s       | 3             | Bronze |
| Bela Trebinova     | 100 m Freistil S5     | 1:27,60 min | 8       | 1:27,59 min   | 8             | 8      |
| Bela Trebinova     | 200 m Lagen SM5       | 3:41,06 min | 4       | 3:41,76 min   | 5             | 5      |
| Anezka Floriankova | 100 m Rücken S8       | 1:24,99 min | 11      | ausgeschieden | ausgeschieden | 11     |
| Anezka Floriankova | 50 m Freistil S8      | 36,05 s     | 15      | ausgeschieden | ausgeschieden | 15     |
| Anezka Floriankova | 100 m Freistil S8     | 1:20,29 min | 13      | ausgeschieden | ausgeschieden | 13     |
| Anezka Floriankova | 200 m Lagen SM8       | 3:10,09 min | 12      | ausgeschieden | ausgeschieden | 12     |
| Vendula Duskova    | 100 m Rücken S8       | 1:33,49 min | 18      | ausgeschieden | ausgeschieden | 18     |
| Vendula Duskova    | 100 m Brust SB7       | 1:44,51 min | 8       | 1:45,29 min   | 8             | 8      |
| Vendula Duskova    | 100 m Freistil S8     | 1:15,80 min | 12      | ausgeschieden | ausgeschieden | 12     |
| Vendula Duskova    | 400 m Freistil S8     | 5:20,20 min | 7       | 5:20,31 min   | 8             | 8      |
| Vendula Duskova    | 200 m Lagen SM8       | 3:11,00 min | 13      | ausgeschieden | ausgeschieden | 13     |

### Tischtennis
| Athleten                  | Wettbewerb      | Gruppenphase  | Gruppenphase | Achtelfinale  | Achtelfinale  | Viertelfinale | Viertelfinale | Halbfinale    | Halbfinale    | Finale        | Finale        | Rang |
| Athleten                  | Wettbewerb      | Gegner        | Erg.         | Gegner        | Erg.          | Gegner        | Erg.          | Gegner        | Erg.          | Gegner        | Erg.          | Rang |
| ------------------------- | --------------- | ------------- | ------------ | ------------- | ------------- | ------------- | ------------- | ------------- | ------------- | ------------- | ------------- | ---- |
| Männer                    |                 |               |              |               |               |               |               |               |               |               |               |      |
| Jiri Suchanek             | Einzel C2       | O. Yezyk      | 1:3          | —             | —             | J. Riapos     | 3:2           | F. Lamirault  | 1:3           | S. Molliens   | 3:1           |      |
| Jiri Suchanek             | Einzel C2       | G. Vella      | 3:1          | —             | —             | J. Riapos     | 3:2           | F. Lamirault  | 1:3           | S. Molliens   | 3:1           |      |
| Daniel Horut              | Einzel C7       | M. Popov      | 2:3          | ausgeschieden | ausgeschieden | ausgeschieden | ausgeschieden | ausgeschieden | ausgeschieden | ausgeschieden | ausgeschieden | 11   |
| Daniel Horut              | Einzel C7       | Jordi Morales | 1:3          | ausgeschieden | ausgeschieden | ausgeschieden | ausgeschieden | ausgeschieden | ausgeschieden | ausgeschieden | ausgeschieden | 11   |
| Ivan Karabec              | Einzel C10      | P. Chojnowski | 1:3          | ausgeschieden | ausgeschieden | ausgeschieden | ausgeschieden | ausgeschieden | ausgeschieden | ausgeschieden | ausgeschieden | 11   |
| Ivan Karabec              | Einzel C10      | J. Cardona    | 0:3          | ausgeschieden | ausgeschieden | ausgeschieden | ausgeschieden | ausgeschieden | ausgeschieden | ausgeschieden | ausgeschieden | 11   |
| Daniel Horut Ivan Karabec | Mannschaft C6-8 | —             | —            | Ägypten       | 2:0           | Spanien       | 1:2           | ausgeschieden | ausgeschieden | ausgeschieden | ausgeschieden | 5    |